# David Julius
David Jay Julius (Brighton Beach, Brooklyn; 4 de noviembre de 1955) es un bioquímico estadounidense. Es considerado como el pionero en el análisis molecular de los nociceptores. Ganador del Premio Nobel de Fisiología o Medicina en 2021.

## Biografía
Julius nace en una familia judía asquenazí en Brighton Beach, Brooklyn (Estados Unidos) y se licencia en biología en 1977 en el Instituto Tecnológico de Massachusetts (MIT). En 1984, obtiene el doctorado en bioquímica en la Universidad de Berkeley. Es profesor de la Universidad de California en San Francisco.[cita requerida]
Julius es miembro de numerosas academias, como la Academia Nacional de Ciencias de Estados Unidos y la Academia Nacional de las Artes y las Ciencias.[cita requerida]

## Investigación científica
David Julius evidenció, con ayuda de la capsaicina, la existencia de una neurona sensorial, denominada nociceptor, que responde a estímulos físicos o químicos cuya intensidad produce dolor en el ser humano. Por lo tanto, Julius apoya que la nocicepción es una modalidad sensorial específica e individual.[cita requerida]
Además, Julius identificó al canal TRPV1 como receptor neuronal de estímulos nocivos. Con este canal, es posible tratar dolores crónicos, síndromes inflamatorios neurógenos o los asociados a la artritis, el cáncer o el asma.[cita requerida]

## Reconocimientos
Ha recibido numerosos premios, entre los que destaca el Premio Kerr en investigación básica de la Sociedad Estadounidense del Dolor (2006), el Premio Zülch de investigación neuronal de la Sociedad Max Planck (2006), el Premio Edward Scolnick en Neurociencia del MIT (2007), el Premio Alden Spencer de Neurociencia de la Universidad de Columbia (2007), el Premio Julius Axelrod de la Sociedad de Neurociencia (2007) y el Premio Príncipe de Asturias de Investigación Científica y Técnica de 2010 junto a Linda R. Watkins y Baruch Minke.
En 2021, David Julius fue galardonado con el Premio Fundación BBVA Fronteras del Conocimiento en la categoría de Biología y Biomedicina 2020, junto a Ardem Patapoutian, «por identificar los receptores que nos permiten percibir la temperatura, el dolor y la presión». A juicio del jurado «la temperatura, el dolor y la presión forman parte de nuestro sentido del tacto, quizás el menos comprendido de los cinco sentidos humanos. Julius y Patapoutian han desvelado las bases moleculares y neuronales para las sensaciones térmicas y mecánicas».
El lunes, 4 de octubre del 2021, se anunció que se hizo acreedor, junto con Ardem Patapoutian, al Premio Nobel de Fisiología o Medicina 2021.